# Тигазуи, Амин
Амин Тигазуи (фр. Amine Tighazoui; род. 20 апреля 1989 года, Туль, Франция) — марокканский футболист, в настоящее время выступает за «Шабаб Мохаммедия» на позиции нападающего.

## Карьера
В 2014 сыграл матч в Лиге Европы 2013/14, выступая за «Вадуц» против «Чихура» (1:1).
Он забил девять голов в марокканском чемпионате в сезоне 2016/2017 выступая за клуб «Хурибга».
Он забил победный гол со штрафного в Суперкубке Африки 2018 года против «Мазембе» (1:0).
13 декабря 2022 года подписал контракт с Эшен-Маурен.